# Kruščica (planina)
Kruščica (ili Kruščićka planina) je planina u Bosni i Hercegovini.
Nalazi se kod Viteza u Srednjoj Bosni. Ima nekoliko vrhova viših od 1500 metara, a najviši je Luška koji se nalazi na 1673 metra nadmorske visine. Izgrađena je stijena paleozojske starosti. Na planini se nalaze brojni izvori i mali potoci.